# Janie Gets Married
Pour plus de détails, voir Fiche technique et Distribution.
Janie Gets Married est un film américain en noir et blanc réalisé par Vincent Sherman, sorti en 1946.
Il s'agit de la suite du film Janie (1944).

## Synopsis
Démobilisé à la fin de la guerre, Dick Lawrence revient dans sa bonne ville d'Hortonville. Il y retrouve sa mère Thelma, son beau-père John, et surtout sa charmante petite amie Janie Conway, à laquelle il ne tarde pas à se fiancer puis à se marier. 
Un camarade de guerre de Dick lui rend une visite surprise. Seulement, ce camarade s'avère être une femme, Spud Lee, sergent de la WAC.
Janie, qui trouve son époux encore trop peu adapté à la vie civile, va tout faire pour le réformer en toute discrétion.

## Fiche technique
- Réalisation : Vincent Sherman
- Assistant-réalisateur : James McMahon
- Scénario : Agnes Christine Johnson (en), d'après les personnages créés par Josephine Bentham et Herschel V. Williams
- Photographie : Carl Guthrie
- Montage : Christian Nyby
- Musique : Friedrich Holländer
- Décors : Robert M. Haas, Lyle Reifsnider
- Son : Charles Lang
- Producteur exécutif : Jack L. Warner ; Producteur associé : Alex Gottlieb
- Société de production et de distribution : Warner Bros.
- Pays de production :  États-Unis
- Langue originale : anglais américain
- Format : noir et blanc — 35 mm — 1,37:1 — son : mono (RCA Sound System)
- Genre : comédie romantique
- Durée : 89 minutes
- Date de sortie :
  - États-Unis : 22 juin 1946

## Distribution
- Joan Leslie : Janie Conway, la jeune épouse de Dick
- Robert Hutton : Dick Lawrence, un soldat de retour dans ses foyers, qui épouse Janie
- Ann Harding : Lucile Conway, la mère de Janie
- Edward Arnold : Charles Conway, le père de Janie
- Robert Benchley : John Van Brunt, le beau-père de Dick
- Dorothy Malone : Spud, une WAC que Dick a connue à l'armée
- Richard Erdman : Scooper, l'ex-copain de lycée de Janie
- Clare Foley : Elsbeth Conway, la sœur garçon manqué de Janie
- Donald Meek : Mr. Stowers, un candidat au rachat du journal
- Hattie McDaniel : April
- Barbara Brown : Thelma Van Brunt, la mère de Dick
- Margaret Hamilton : Mrs. Angles, la bonne de Janie
- Ann Gillis : Paula
- Ruth Tobey : Bernardine, une amie de Janie
- William Frambes : Dead Pan, le petit ami G.I. de Bernardine
- Theo Washington : Rose
- Geraldine Wall : une femme reporter